# Serpoechov
Serpoechov (Russisch: Серпухов, Serpoechov) is een Russische stad in de oblast Moskou die is gesitueerd aan de samenvloeiing van de rivieren de Oka en de Nara. Ze ligt 99 kilometer ten zuiden van Moskou aan de Moskou-Simferopol snelweg. De Moskou-Toela spoorweg passeert eveneens de stad. Volgens de Russische volkstelling uit 2002 wonen er 131.097 mensen in de stad.

## Bezienswaardigheden
Serpoechov had vroeger een eigen kremlin uit de XVI eeuw. Het kremlin van Serpoechov werd echter in de jaren 30 afgebroken. De stenen van het kremlin werden gebruikt voor de bouw van de Metro van Moskou. Anno 2008 zijn er slechts twee fragmenten van de kremlinmuren over.
De Troitskikathedraal (Drievuldigheidskathedraal), die vroeger in het centrum van het kremlin stond, is wel bewaard gebleven.
Aprelevka · Balasjicha · Bronnitsy · Chimki · Chotkovo · Dedovsk · Dmitrov · Doebna · Dolgoproedny · Domodedovo · Drezna · Dzerzjinski · Elektrogorsk · Elektro-oegli · Elektrostal · Frjazino · Golitsyno · Istra · Ivantejevka · Jachroma · Jegorjevsk · Joebilejny · Kasjira · Klimovsk · Klin · Koebinka · Koerovskoje · Kolomna · Koroljov · Kotelniki · Krasnoarmejsk · Krasnogorsk · Krasnozavodsk · Krasnoznamensk · Likino-Doeljovo · Ljoebertsy · Lobnja · Loechovitsy · Losino-Petrovski · Lytkarino · Moskovski · Mytisjtsji · Naro-Fominsk · Noginsk · Odintsovo · Orechovo-Zoejevo · Ozjerelje · Ozjory · Pavlovski Posad · Peresvet · Podolsk · Poesjkino · Poesjtsjino · Protvino · Ramenskoje · Reoetov · Roeza · Rosjal · Sergiev Posad · Serpoechov · Sjatoera · Sjtsjerbinka · Sjtsjolkovo · Solnetsjnogorsk · Staraje Koepavna · Stoepino · Taldom · Troitsk · Tsjechov · Tsjernogolovka · Vereja · Vidnoje · Volokolamsk · Voskresensk · Vysokovsk · Zarajsk · Zjeleznodorozjny · Zjoekovski · Zvenigorod